# III Liceum Ogólnokształcące im. Bohaterów Westerplatte w Gdańsku
III Liceum Ogólnokształcące im. Bohaterów Westerplatte – liceum ogólnokształcące w Gdańsku-Wrzeszczu, popularnie zwane „Topolówką” (od nazwy ulicy, przy której się znajduje, oraz topoli rosnących przy szkole), jedno z najbardziej znanych trójmiejskich liceów, realizujące program matury międzynarodowej (jako IB-Macius World School No. 001309). W 2005 uznane przez Newsweek Polska za najlepsze liceum ogólnokształcące w Polsce. W 2016 liczba osób, które ukończyły tę szkołę, przekroczyła 100 tysięcy.

## Działalność szkoły
Szkoła, oprócz klas realizujących program matury międzynarodowej, prowadzi klasy dwujęzyczne z językiem angielskim o profilach: ekonomicznym (klasa akademicka pod patronatem Szkoły Głównej Handlowej w Warszawie), biologiczno-chemicznym, humanistyczno-lingwistycznym, a także matematyczno-fizycznym. W zależności od wyboru klasy i preferencji ucznia, jako drugiego języka w szkole naucza się niemieckiego, hiszpańskiego lub francuskiego. Od 2006 do 2015, na mocy porozumienia ministerstw Polski i Hiszpanii, Topolówka prowadziła także nabór do klas dwujęzycznych z językiem hiszpańskim, w których uczniowie kończyli edukację maturą hiszpańską, polską, lub obiema. Partnerami III LO są m.in. Uniwersytet Gdański, Politechnika Gdańska, British Council czy Centrum Zdrowia Swissmed.
Topolówka organizuje Młodzieżową Konferencję Matematyczną TriMat (wraz z III LO w Gdyni i III LO w Sopocie), Gdańsk Model United Nations, konferencję „Gdańsk dla młodych przedsiębiorców”, wewnątrzszkolny recytatorski Konkurs Żywego Słowa (w którym nagrodą jest fundowana przez Annę Fotygę wycieczka do Brukseli) oraz kierowany do uczniów trójmiejskich szkół ponadgimnazjalnych konkurs „Z polityką na Ty!”. III LO uczestniczy również w realizacji projektu Zdolni z Pomorza organizowanego przez Województwo Pomorskie. Oprócz tego w placówce działają m.in. drużyna debat oksfordzkich, Odysei Umysłu, Parlament Uczniowski, Klub Myśli Politycznej „Stańczyk”, Klub Medyczny, Koło Krajoznawczo-Turystyczne PTTK, Koło Pierwszej Pomocy Przedmedycznej i Polskiego Czerwonego Krzyża, Koło Caritas, gazeta Stańczyk Niecodzienny, TedEd Club, Spółdzielnia Uczniowska IBook wypożyczająca podręczniki do programu matury międzynarodowej, a także kilkadziesiąt kół przedmiotowych, m.in. z języka japońskiego, programowania, ekonomii, filozofii, religioznawstwa, historii sztuki czy kreatywnego pisania. Co więcej, w Topolówce prowadzone są przygotowania dla uczniów starających się o certyfikat DSD II.
Szkoła posiada siłownię, organizuje zajęcia teatralne, z fitnessu, pływania, koszykówki, piłki nożnej, siatkówki i innych.
Uczniowie szkoły uczestniczą w wymianach ze szkołami z wielu krajów, m.in. Szwecji, Wielkiej Brytanii, Niemczech, Austrii, Portugalii, Francji i Hiszpanii.

## Rankingi
Szkoła w rankingu liceów sporządzanym przez miesięcznik edukacyjny „Perspektywy” i Rzeczpospolitą, które biorą pod uwagę wyniki matur i sukcesy w olimpiadach, uzyskała następujące wyniki:
| Rok  | Miejsce w województwie | Miejsce w Gdańsku |
| ---- | ---------------------- | ----------------- |
| 2009 | 3.                     | 1.                |
| 2010 | 6.                     | 1.                |
| 2011 | 3.                     | 1.                |
| 2012 | 2.                     | 1.                |
| 2013 | 2.                     | 1.                |
| 2014 | 2.                     | 1.                |
| 2015 | 4.                     | 2.                |
| 2016 | 4.                     | 2.                |
| 2017 | 2.                     | 1.                |
| 2018 | 6.                     | 3.                |
| 2019 | 5.                     | 3.                |

W roku 2015 w rankingu Instytutu Badań Edukacyjnych, który oszacowuje edukacyjną wartość dodaną zdobyła 11,6 pkt, z czego 8,3 z przedmiotów humanistycznych i 3,3 z matematyczno-przyrodniczych, co dało jej trzecią lokatę w Trójmieście.
Szkoła posiada także certyfikat „Gazety Wyborczej” i Centrum Edukacji Obywatelskiej Szkoła z klasą.

### Wyniki matury międzynarodowej IB
W 2017 oraz w 2018 Abiturienci otrzymali średnio 37 na 45 możliwych punktów, czyli tyle, ile wymagają podczas rekrutacji najlepsze uczelnie na świecie, np. Oxford lub Cambridge. Taki sam wynik lub lepszy zdobyło zaledwie 17% maturzystów na świecie. Najwyższym wynikiem w 2017 w Topolówce były 44 punkty, w 2018 zaś 45 punktów.

## Progi punktowe

### Progi punktowe w 2017
| Klasa          | Próg punktowy w r. 2017 | Średnia punktów w r. 2017 |
| -------------- | ----------------------- | ------------------------- |
| 1A (mat)       | 168,20                  | 177,45                    |
| 1B (biol-chem) | 173,60                  | 184,90                    |
| 1C (pol)       | 166,60                  | 173,53                    |
| 1D (mat-fiz)   | 168,80                  | 177,50                    |
| 1preIB         | 173,00                  | 185,41                    |

W 2017 próg punktowy do klasy przygotowującej do matury międzynarodowej wyniósł aż 183 punkty i był najwyższym w Gdańsku. Ze względu na tak dużą popularność profilu, władze miasta postanowiły tego roku utworzyć drugi oddział preIB, a ostateczny próg punktowy do tej klasy wyniósł 173. Choć finalnie zmniejszył się on o 10 punktów, to w 2017 Topolówka i tak zajęła pierwsze miejsce wśród gdańskich liceów w zestawieniu Collegium Gedanense analizującym wysokość progów punktowych.

### Progi punktowe w 2018
| Klasa                   | Próg punktowy w r. 2018 | Średnia punktów w r. 2018 |
| ----------------------- | ----------------------- | ------------------------- |
| 1A (mat)                | 153,98                  | 167,42                    |
| 1B (biol-chem)          | 163,00                  | 173,88                    |
| 1C (pol)                | 159,92                  | 173,39                    |
| 1D (mat-fiz)            | 145,16                  | 164,80                    |
| 1preIB1 (ang-niem)      | 170,86                  | 181,89                    |
| 1preIB2 (ang-fra, hisz) | 173,00                  | 186,51                    |

## Znani nauczyciele
- Marek Jastrzębiec-Mosakowski – polski prozaik, krytyk literacki, eseista, literaturoznawca, tłumacz literatury francuskiej i profesor nadzwyczajny Uniwersytetu Gdańskiego
- Kazimierz Thullie – polski ksiądz, autor podręczników
- Jadwiga Chętnikowa – etnografka, muzealniczka, ilustratorka, regionalistka sandomierska i kurpiowska

## Historia
Założone w 1909 jako pruskie Królewskie Gimnazjum Realne. Na frontonie szkoły widnieje wyryty w kamieniu napis: Königs Real Gymnasium. W pierwszym roku działalności do placówki uczęszczało 137 uczniów (wyłącznie mężczyzn), w większości wyznania ewangelickiego. Liczba uczniów stopniowo wzrastała, aż w 1913 doszła do 300. W tym czasie w gimnazjum pracowało 18 wykładowców. Kierował nimi dyrektor dr Frech.

Nauka w Królewskim Gimnazjum Realnym odbywała się według zreformowanego systemu nauczania, w którym duży nacisk kładziono na nauczanie języków obcych oraz nauk przyrodniczych. Poszczególne klasy nosiły nazwy łacińskie (sexta, quinta ... aż do oberprimy). Maturę zdawało się dopiero po dziewięciu latach nauki, ale szkołę można było ukończyć wcześniej i podjąć naukę zawodu. 17 października 1912 specjalnym dekretem szkoła otrzymała imię Jego Cesarsko-Królewskiej Wysokości Następcy Tronu, w brzmieniu niemieckim: Kronprinz-Wilhelm-Real-Gymnasium. 

Położona przy zachodniej granicy parku Jaśkowej Doliny, w pięknej okolicy, czyniła wspaniałe wrażenie. Front budynku zwrócony jest w kierunku Falkweg, prowadzącej do głównego portalu. Od strony wschodniej znajduje się budynek dyrekcji, który styka się z budynkiem głównym i połączony jest drzwiami z gabinetem dyrektora. Od prawego narożnika w kierunku frontu, od strony południowej, ciągnie się część budynku z większością pomieszczeń klasowych. Jego okna wychodzą na zachód. Sala gimnastyczna leży na przedłużeniu tego skrzydła, a boisko ograniczone jest budynkami szkolnymi i wspaniałymi bukami lasu Jaśkowej Doliny. W piwnicy znajdują się urządzenia centralnego ogrzewania, połowa mieszkań służbowych, przechowalnia rowerów, kuchnia, pralnia i magazyny opału. Na parterze mieści się gabinet i pokój przyjęć dyrektora, druga połowa mieszkań służbowych, separatka, biblioteka uczniowska, pokój konferencyjny i trzy klasy – obertertia, unterprima i sexta – do tego zaplecze dydaktyczne dla nauk przyrodniczych. Na pierwszym piętrze znajdowały się klasy – quinta, quarta, untertertia, obersecunda i klasa rezerwowa, położona od strony północnej sala rysunkowa z dwoma pomieszczeniami towarzyszącymi i biblioteka nauczycielska. Na drugim piętrze klasy – untersecunda i oberprima, pokój muzyczny z pomieszczeniem towarzyszącym, wyłożona boazerią aula, gabinety chemiczny i fizyczny z zapleczem, i wreszcie na poddaszu laboratorium chemiczne do doświadczeń uczniowskich. Wszystkie pomieszczenia i korytarze są przestronne i jasne, o wysokości 3,95 metra. W auli, mogącej pomieścić 350 uczniów, znajdował się fortepian, filharmonia, mównica i miejsce dla szkolnej orkiestry.

Budynek szkoły – 1913 r.

Od samego początku bardzo dbano o ceremoniał szkolny. Uroczyście obchodzono święta państwowe i religijne (np.  stulecie bitwy pod Lipskiem uczczono posadzeniem na boisku szkolnym dębu i ustawieniem głazu narzutowego z napisem „18.10.1913r.”). Gimnazjaliści nosili czapki uczniowskie z wąskimi lub szerokimi srebrnymi tasiemkami, przyznawanymi według hierarchii. Podczas licznych wizyt cesarza lub następcy tronu pruskiego we Wrzeszczu uczniowie byli ustawiani w szpaler witający monarchę.
Wybuch I wojny światowej zaważył na życiu szkoły i chociaż w Gdańsku nie było bezpośrednich działań wojennych, to warunki życia mieszkańców znacznie się pogorszyły. Część profesorów i uczniów najstarszych klas zostało powołanych do wojska, lekcje odbywały się nieregularnie i były przerywane innymi zajęciami (wykonywane były prace polowe i ćwiczenia wojskowe), natomiast w szkole zorganizowano dożywianie. Wkrótce z frontu zaczęły dochodzić meldunki o stratach, a uczniowie opłakiwali swoich poległych kolegów. W 1918 tylko 9 uczniów zdawało maturę. Był to pierwszy rocznik, który przeszedł cały cykl nauczania.
28 czerwca 1919 na mocy traktatu pokojowego w Wersalu Gdańsk otrzymał prawa Wolnego Miasta. Zaistniała potrzeba stworzenia polskiego szkolnictwa i w 1921, pomimo wielu trudności i przeszkód ze strony pruskich władz szkolnych, staraniem polskich organizacji założono w Gdańsku Polską Macierz Szkolną. Mimo to męskie Królewskie Gimnazjum Realne pozostało szkołą niemiecką.
Pod koniec II wojny światowej w budynku szkolnym znajdował się radziecki szpital wojskowy, a w sali gimnastycznej stajnia. Dzięki temu budynek ocalał, mimo iż okoliczne domy zostały zniszczone. Wkrótce po zakończeniu działań wojennych, pomimo złego stanu budynku, braku oświetlenia, ogrzewania, a nawet szyb w oknach, już 1 listopada 1945 szkoła rozpoczęła pracę jako III Państwowe Gimnazjum i Liceum w Gdańsku. Jej pierwszym powojennym dyrektorem został Ignacy Zys. Pomimo trudnych warunków (nauka w cyklu wieczorowym odbywała się przy świecach) i braku podręczników, młodzież wykazywała wielką chęć do nauki oraz zapał do pracy społecznej przy odgruzowywaniu miasta.
W tych czasach szkoła słynęła z dyscypliny i porządku. Spóźnienia były karane grzywną i przejściem przez gabinet dyrektora. Znana była również z życia kulturalnego: miała swoją orkiestrę, zespół teatralny, organizowała zabawy taneczne i wieczory poezji. Przejściowo, od 1950, obowiązywał 11-letni cykl nauczania, ale już od 1957 zaczęto likwidować klasy podstawowe. Od 1964 szkoła prowadzi jedynie klasy licealne. Przez kilka lat w tym samym budynku mieściło się także Technikum Geodezyjne.
1 września 1962 III LO otrzymało imię Bohaterów Westerplatte. Przy tej okazji odsłonięto pamiątkową tablicę. Szczególną sławą niepokornej i zbuntowanej szkoły Topolówka cieszyła się w latach 1970-1989. Młodzież i część grona pedagogicznego, które przeciwstawiało się wojskowej władzy, było stale inwigilowane i narażone na rozmaite represje, z wilczym biletem i pozbawieniem pracy włącznie. W swojej książce pt. „Niepokorni z «Topolówki»”, która wyszła nakładem gdańskiego oddziału IPN, opisał to Jan Hlebowicz. W tym czasie ukazywał się w szkole „Biuletyn Informacyjny Topolówki” (BIT), nielegalne pismo redagowane przez uczniów i potajemnie kolportowane w szkole.
W 1999 Grażyna Bogusz, ówczesna dyrektor placówki, w swojej koncepcji rozwoju szkoły jako główny pomysł zaproponowała utworzenie na bazie klas dwujęzycznych klasy z maturą międzynarodową (IB), co poparł prezydent Gdańska, Paweł Adamowicz. Kontakty z International Baccalaureate Organization w Genewie i Sztokholmie nawiązała Bożena Ordak, a potem kontynuowała Alina Spychała, obecna koordynator programu IB. 1 września 2001 naukę rozpoczęła pierwsza klasa realizująca program matury międzynarodowej. W czerwcu 2003 Topolówka była gospodarzem XII Światowej Konferencji dla nauczycieli IB. Otwarcie Konferencji odbyło się w nowej auli Wydziału Prawa i Administracji UG. Swój wykład wygłosił na niej m.in. Lech Wałęsa.
W 2016, przy III LO (w ramach Zespołu Szkół Ogólnokształcących nr 13), utworzone zostało Gimnazjum Dwujęzyczne nr 53, które prowadziło dwie klasy: „A”, w której większy nacisk kładzie się na przedmioty ścisłe, oraz „B”, o profilu humanistycznym. Gimnazjum współpracowało m.in. z Polsko-Japońską Akademią Technik Komputerowych czy z Europejskim Centrum Solidarności.

### Dyrektorzy w historii szkoły
- od 2019 – Małgorzata Mroczkowska
- 2009–2019 – Bożena Ordak
- 1999–2009 – Grażyna Bogusz – najdłuższa kadencja w Topolówce; pierwszy Prezes Stowarzyszenia Szkół IB w Polsce
- 1999 – Teresa Krytkowska
- 1990–1999 – Andrzej Nowakowski
- 1986–1990 – Krystyna Węglarska
- 1984–1986 – Teresa Urbańska
- 1982–1984 – Ryszard Łosiński
- 1977–1982 – Czesław Krawczyk
- 1975–1977 – Rozalia Chybicka
- 1967–1975 – Janusz Tebinka
- 1961–1967 – Mirosława Skrokowa
- 1957–1961 – Maria Rutowa
- 1956–1957 – Florian Pasiński
- 1952–1956 – Teodor Delong
- 1950–1952 – Walerian Marciniak
- 1945–1950 – Ignacy Zys

## Siedziba
Początkowo, od 1909 szkoła mieściła się przy Am Johannisberg 21b (obecnie ul. Sobótki), od 1910 również przy Friedenssteg 13 (ul. Sienkiewicza). Własny gmach (proj. Adolf Bielefeldt) szkoła otrzymała w 1912 przy Falkweg 7 (ul. Topolowa).